# Кубинский сэндвич
Кубинский сэндвич (исп. Sándwich cubano, англ. Cuban sandwich) — разновидность сэндвича с сыром, ветчиной и жареной свининой, популярное блюдо в штате Флорида, особенно в городах Тампа, Майами и Ки-Уэст.

## История
Точное происхождение кубинского сэндвича определить сложно. Некоторые версии утверждают, что ещё во второй половине XIX века такие бутерброды были распространенным обедом среди рабочих на кубинских сигарных фабриках и сахарных заводах (особенно в крупных городах), а также на Ки-Уэсте. С перемещением кубинских рабочих во Флориду такие сэндвичи получали там все большее распространение. В 1900-х годах они становятся известны в кафе Ибор-Сити и Западной Тампы. Одна из газетных статей 1934 года упоминает кубинский сэндвич как полноценное блюдо из кубинского хлеба, ветчины, постной свинины, швейцарского сыра, салями, солений и горчицы. В одной из поваренных книг 1961 года также говорится об этих ингредиентах.
В 1960-е годы кубинские сэндвичи становятся распространенным блюдом в кафе и ресторанах Майами, где к тому времени появилось много кубинских эмигрантов, которые приносили с собой свою культуру и свои кулинарные предпочтения. В настоящее время различные вариации этих сэндвичей существуют в кубинских общинах Нью-Йорка, Нью-Джерси, Чикаго, Пуэрто-Рико и в других местах.

## Приготовление
Существуют некоторые споры относительно рецепта «правильного» кубинского сэндвича. Основой для него служит кусок кубинского хлеба длиной 20-30 см, корка которого слегка смазывается маслом и который режется вдоль на две половины и намазывается горчицей, после чего в него слоями укладываются жареная свинина, ветчина, швейцарский сыр и тонко нарезанные соленья. В Тампе также принято добавлять салями, возможно, эта традиция была привнесена итальянскими иммигрантами. В Южной Флориде салями не добавляется. Менее традиционные варианты могут включать в себя майонез, салат и помидоры.
Будучи собран, кубинский сэндвич помещается в специальный пресс, т. н. «утюг» (plancha), где он слегка поджаривается, пока корка хлеба не станет хрустящей, а сыр не расплавится. Перед подачей он обычно режется по диагонали пополам.